# Сифонофори
Сифонофорите (Siphonophorae) са разред животни от клас Хидровидни (Hydrozoa).
Таксонът е описан за пръв път от Йохан Фридрих фон Ешолц през 1829 година.

## Семейства
Подразред Calycophorae
- Abylidae Agassiz, 1862
- Clausophyidae Totton, 1965
- Diphyidae Quoy & Gaimard, 1827
- Hippopodiidae Kölliker, 1853
- Prayidae Kölliker, 1853
- Sphaeronectidae Huxley, 1859
- Tottonophyidae Pugh, Dunn & Haddock, 2018

Подразред Cystonectae
- Physaliidae Brandt, 1835 – Португалски галери
- Rhizophysidae Brandt, 1835

Подразред Physonectae
- Agalmatidae Brandt, 1834
- Apolemiidae Huxley, 1859
- Cordagalmatidae Pugh, 2016
- Erennidae Pugh, 2001
- Forskaliidae Haeckel, 1888
- Physophoridae Eschscholtz, 1829
- Pyrostephidae Moser, 1925
- Resomiidae Pugh, 2006
- Rhodaliidae Haeckel, 1888
- Stephanomiidae Huxley, 1859